# Oferta (cristianismo)
A oferta no Cristianismo é um presente de dinheiro para a Igreja. No culto cristão, há uma parte reservada para a coleta de doações. Dependendo da igreja, ela é depositada em uma caixa reservada para essa finalidade ou quando uma cesta ou bolsa é distribuída. Em algumas igrejas, também é dado pela Internet.

## História

### Origem
Na Bíblia, a oferta é um ato de gratidão a Deus.  Na época de Moisés, Deus deu certas receitas ao povo de Israel. Ele ficou particularmente torná-lo uma parte de sua riqueza em reconhecimento para a terra que Deus deu por herança.  As ofertas eram em grande parte produtos agrícolas trigo, cevada, azeite, os animais eo montante correspondia a um décimo de sua renda, dízimo. 

### Nova Aliança
No Novo Testamento, especialmente na Epístola aos Gálatas no capítulo 6, Paulo de Tarso recorda o compromisso dos crentes com o  pastor e os pobres. Neste mesmo livro, a oferta é comparada a uma semente.  Esses conceitos são ecoados no capítulo 9 de Segunda Epístola aos Coríntios. A motivação do doador não é mais uma obrigação, mas deve ser uma escolha livre por generosidade. Paulo de Tarso fez várias coleções com o objectivo de ajudar as pessoas necessitadas.  Além disso, a oferta é apresentada como um suporte para a  missão e um sinal de compaixão para com os mais desfavorecidos. 

### Métodos

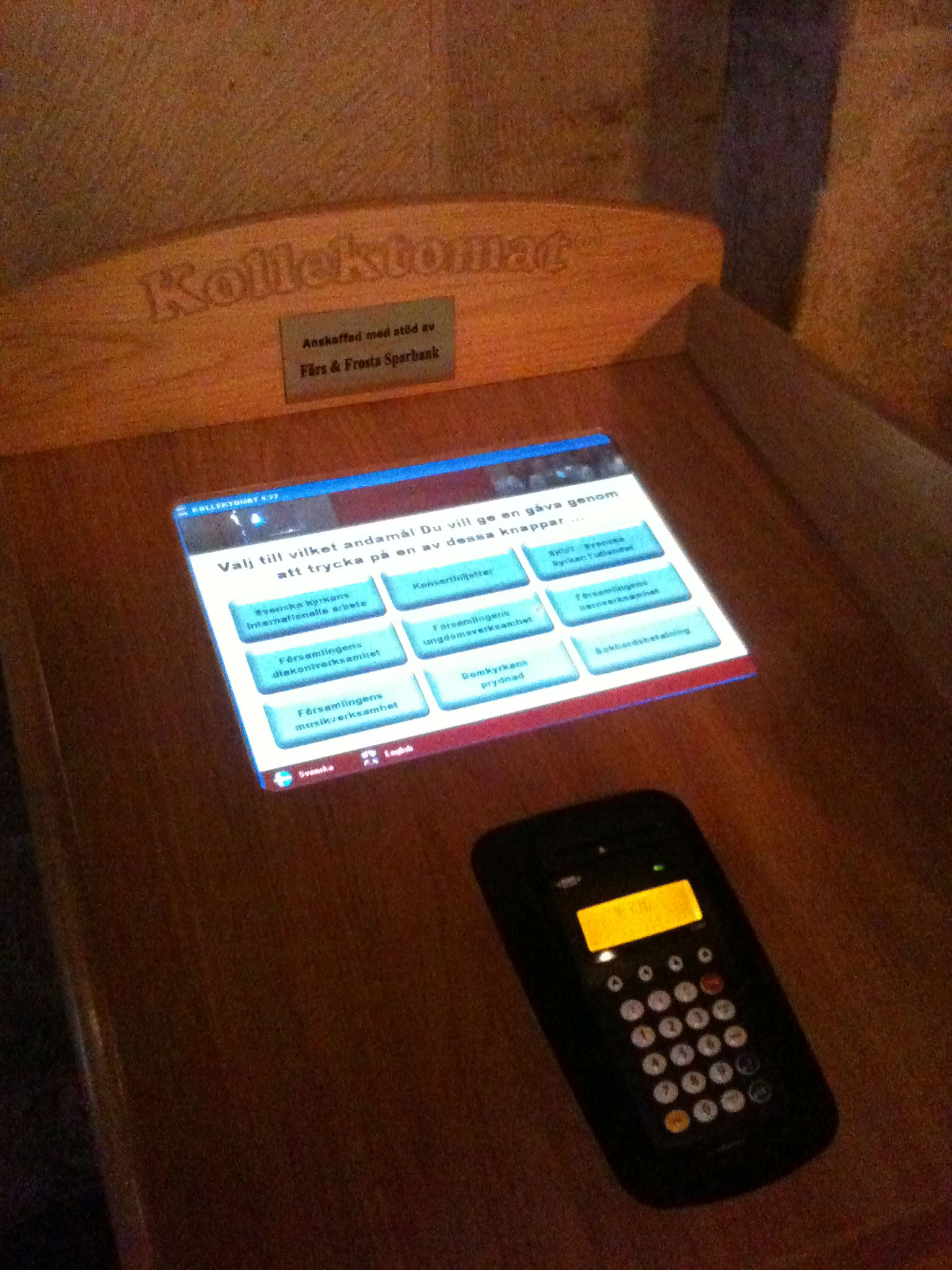
Uma máquina de cartão na Catedral de Lund, Suécia.

Historicamente, era coletado em um prato de oferecimento, uma tigela, uma cesta ou uma bolsa. 
Novos métodos foram usados no século 21, como uma máquina de cartão ou um carrinho de compras conectado. 
Nas igrejas evangélicas, pagamento pela internet e pagamento móvel são os métodos mais usados.

## Usando
A oferta é posta ao serviço da Igreja, por exemplo, para o apoio dos  ministros de Deus  pastores e missionários, custos de manutenção de edifícios, programas, ajudando os desprivilegiados (ajuda humanitária cristã).  Para as igrejas afiliadas, a oferta também apóia os serviços de sua  denominação (como organizações missionárias, hospitais, escolas e institutos teológicos).  De acordo com um estudo de 2014 de 1.605 igrejas nos Estados Unidos por Christianity Today, as cinco principais despesas são salários do pessoal (ministros) para 47%, os ministérios e o apoio (ajuda humanitária cristã) para 9%, o local de culto (hipoteca ou aluguel do prédio para 7%, utilidades para 7%, manutenção para 5%), o suporte para  missões internacionais a 5% e apoio a  missões locais a 4%.  Um estudo de 2016 conduzido pela Leadership Network e pelo Vanderbloemen Search Group entre 1.252 igrejas nos Estados Unidos, Canadá, na África do Sul e Grã-Bretanha, deu números semelhantes. 
Em 1948, o evangelista Billy Graham e sua equipe evangelística estabeleceram o Modesto Manifesto, um código de ética da vida e trabalhar para se proteger contra acusações de abuso financeiro, sexual e poder.  Este código inclui regras para coletar ofertas em igrejas, trabalhar apenas com igrejas que apoiavam o evangelismo cooperativo, usando estimativas oficiais de multidões em eventos ao ar livre e um compromisso de nunca ficar sozinho com uma mulher que não fosse sua esposa, a menos que outra pessoa esteja presente. 

## Controvérsias
No século XVI muitos teólogos protestantes criticaram a venda de indulgências pela Igreja Católica, para a remissão de pecados. 
Uma doutrina particularmente controversa com a oferta é a da teologia da prosperidade, que se espalhou nas décadas de 1970 e 1980 nos Estados Unidos, principalmente por televangelistas pentecostais e carismáticos.  Esta doutrina é centrada no ensino da fé cristã como um meio de enriquecer-se financeira e materialmente, através de uma "confissão positiva" e uma contribuição para os ministérios cristãos.  Promessas de cura divina e  prosperidade são garantidos em troca de certos montantes de doações. Alguns pastores ameaçam aqueles que não dão o dízimo com maldições, ataques do diabo e pobreza.   As ofertas e dízimo ocupam muito tempo nos cultos.  As coletas de ofertas são múltiplas ou separadas em vários cestos ou envelopes para estimular as contribuições dos fiéis.  Muitas vezes associada ao dízimo obrigatório, esta doutrina é por vezes comparada com um negócio religioso.  Em 2012, o Conselho Nacional de Evangélicos da França publicou um documento denunciando essa doutrina, mencionando que a prosperidade era de fato possível para um crente, mas que essa teologia levada ao extremo leva ao materialismo e à idolatria, que não é a propósito do evangelho.  Pastores pentecostais que aderem à teologia da prosperidade têm sido criticados por jornalistas por seu estilo de vida bling-bling (roupas luxuosas, casas grandes, carros luxuosos, avião particular, etc.)
Desde a década de 1970, vários escândalos financeiros de peculato têm sido relatados em igrejas e organizações evangélicas.  O Conselho Evangélico de Responsabilidade Financeira foi fundado em 1979 para fortalecer a integridade financeira de organizações e igrejas evangélicas que desejam voluntariamente ser membros e passar por auditorias contábeis anuais. 
Em 2015, o autor americano do livro "Sunday Morning Stickup" acusou algumas igrejas cristãs de usar estratégias de  culpa para pegar ofertas e dízimo dos fiéis.  Em particular, distorcendo certas passagens da Bíblia para tornar as contribuições obrigatórias, aumentando os grandes doadores e fazendo perder vantagens para os membros que não dariam o suficiente.
O relato do Tostão da Viúva (Evangelho segundo Lucas, capítulo 21) é frequentemente usado por algumas igrejas para encorajar os fiéis a seguir seu exemplo e fazer grandes ofertas, apesar de uma situação precária.  Vários teólogos criticaram essa interpretação.  Eles conectam essa história com a condenação de Jesus aos líderes religiosos devorando as casas das viúvas no versículo anterior (Evangelho segundo Lucas, capítulo 20). Assim, Jesus não teria querido dar o exemplo de um doador generoso, mas sim denunciar um caso de injustiça.